# Fischborn
Fischborn ist ein Ortsteil der Gemeinde Birstein im hessischen Main-Kinzig-Kreis.

## Geographie
Der Ort liegt im unteren Vogelsberg nördlich von Birstein. Von 1898 bis 1958 führte die Vogelsberger Südbahn am Ort vorbei. Heute wird die Trasse für den Vogelsberger Südbahnradweg genutzt. In der Gemarkung wird aus dem Grundwasser das Trinkwasser für die Stadt Frankfurt am Main gewonnen.

## Geschichte

### Ortsgeschichte
Die älteste bekannte Erwähnung von Fischborn erfolgte im Jahr 1314 unter dem Namen „Fisseburnen“. In überlieferten historischen Dokumenten ist der Ort auch unter folgenden Ortsnamen belegt (in Klammern das Jahr der Erwähnung): Fispurnen (1325) und Vischpurn (1351).
Zum 1. Februar 1971 fusionierten die bisher selbständigen Gemeinden Birstein, Bösgesäß, Fischborn und Kirchbracht im Zuge der Gebietsreform in Hessen freiwillig zur neuen Großgemeinde Birstein. Für alle eingegliederten ehemals eigenständigen Gemeinden von Birstein wurden Ortsbezirke  mit Ortsbeirat und Ortsvorsteher nach der Hessischen Gemeindeordnung gebildet.

### Verwaltungsgeschichte im Überblick
Die folgende Liste zeigt die Staaten und Verwaltungseinheiten, denen Fischborn angehört(e):
- vor 1806: Heiliges Römisches Reich, Fürstentum Isenburg-Birstein, Gericht Reichenbach (oder Birstein)
- ab 1806: Fürstentum Isenburg (Rheinbund),[Anm. 2] Gericht Reichenbach oder Birstein
- ab 1813: Generalgouvernement Frankfurt,[Anm. 3] Gericht Reichenbach
- ab 1815: Kaisertum Österreich,[Anm. 4] Gericht Reichenbach
- ab 1816: Kurfürstentum Hessen,[Anm. 5] Amt Wenings, Gericht Reichenbach
- ab 1821: Kurfürstentum Hessen, Kreis Salmünster[Anm. 6]
- ab 1830: Kurfürstentum Hessen, Kreis Gelnhausen
- ab 1848: Kurfürstentum Hessen, Bezirk Hanau
- ab 1851: Kurfürstentum Hessen, Kreis Gelnhausen
- ab 1867: Königreich Preußen,[Anm. 7] Provinz Hessen-Nassau, Regierungsbezirk Kassel, Kreis Gelnhausen
- ab 1871: Deutsches Reich, Königreich Preußen, Provinz Hessen-Nassau, Regierungsbezirk Kassel, Kreis Gelnhausen
- ab 1918: Deutsches Reich,[Anm. 8] Freistaat Preußen, Provinz Hessen-Nassau, Regierungsbezirk Kassel, Kreis Gelnhausen
- ab 1944: Deutsches Reich, Freistaat Preußen, Provinz Kurhessen, Landkreis Gelnhausen
- ab 1945: Amerikanische Besatzungszone,[Anm. 9] Groß-Hessen, Regierungsbezirk Wiesbaden, Landkreis Gelnhausen
- ab 1946: Amerikanische Besatzungszone, Hessen, Regierungsbezirk Wiesbaden, Landkreis Gelnhausen
- ab 1949: Bundesrepublik Deutschland, Hessen, Regierungsbezirk Wiesbaden, Landkreis Gelnhausen
- ab 1968: Bundesrepublik Deutschland, Hessen, Regierungsbezirk Darmstadt, Landkreis Gelnhausen
- ab 1971: Bundesrepublik Deutschland, Land Hessen, Regierungsbezirk Darmstadt, Landkreis Gelnhausen, Gemeinde Birstein
- ab 1974: Bundesrepublik Deutschland, Land Hessen, Regierungsbezirk Darmstadt, Main-Kinzig-Kreis, Gemeinde Birstein

## Bevölkerung
Einwohnerstruktur 2011
Nach den Erhebungen des Zensus 2011 lebten am Stichtag dem 9. Mai 2011 in Fischborn 423 Einwohner. Darunter waren 11 (2,6 %) Ausländer.
Nach dem Lebensalter waren 57 Einwohner unter 18 Jahren, 147 zwischen 18 und 49, 135 zwischen 50 und 64 und 81 Einwohner waren älter. Die Einwohner lebten in 171 Haushalten. Davon waren 33 Singlehaushalte, 54 Paare ohne Kinder und 63 Paare mit Kindern, sowie 18 Alleinerziehende und 3 Wohngemeinschaften. In 30 Haushalten lebten ausschließlich Senioren und in 111 Haushaltungen lebten keine Senioren.
Einwohnerentwicklung
 Quelle: Historisches Ortslexikon
- 1514: 31 Zinsende
- 1551: 52 Haushaltungen
- 1606: 82 Haushaltungen
- 1770: 59 Haushaltungen

| Fischborn: Einwohnerzahlen von 1834 bis 2023 | Fischborn: Einwohnerzahlen von 1834 bis 2023 | Fischborn: Einwohnerzahlen von 1834 bis 2023 | Fischborn: Einwohnerzahlen von 1834 bis 2023 | Fischborn: Einwohnerzahlen von 1834 bis 2023 |
| --- | -------------------------------------------- | -------------------------------------------- | -------------------------------------------- | -------------------------------------------- |
| Jahr |                                              |                                              |                                              | Einwohner                                    |
| 1834 | 1834                                         |                                              | 401                                          | 401                                          |
| 1840 | 1840                                         |                                              | 410                                          | 410                                          |
| 1846 | 1846                                         |                                              | 453                                          | 453                                          |
| 1852 | 1852                                         |                                              | 460                                          | 460                                          |
| 1858 | 1858                                         |                                              | 440                                          | 440                                          |
| 1864 | 1864                                         |                                              | 427                                          | 427                                          |
| 1871 | 1871                                         |                                              | 416                                          | 416                                          |
| 1875 | 1875                                         |                                              | 432                                          | 432                                          |
| 1885 | 1885                                         |                                              | 447                                          | 447                                          |
| 1895 | 1895                                         |                                              | 451                                          | 451                                          |
| 1905 | 1905                                         |                                              | 446                                          | 446                                          |
| 1910 | 1910                                         |                                              | 444                                          | 444                                          |
| 1925 | 1925                                         |                                              | 411                                          | 411                                          |
| 1939 | 1939                                         |                                              | 387                                          | 387                                          |
| 1946 | 1946                                         |                                              | 511                                          | 511                                          |
| 1950 | 1950                                         |                                              | 568                                          | 568                                          |
| 1956 | 1956                                         |                                              | 510                                          | 510                                          |
| 1961 | 1961                                         |                                              | 434                                          | 434                                          |
| 1967 | 1967                                         |                                              | 416                                          | 416                                          |
| 1970 | 1970                                         |                                              | 442                                          | 442                                          |
| 1980 | 1980                                         |                                              | ?                                            | ?                                            |
| 1990 | 1990                                         |                                              | ?                                            | ?                                            |
| 2000 | 2000                                         |                                              | ?                                            | ?                                            |
| 2011 | 2011                                         |                                              | 423                                          | 423                                          |
| 2023 | 2023                                         |                                              | 416                                          | 416                                          |
| Datenquelle: Historisches Gemeindeverzeichnis für Hessen: Die Bevölkerung der Gemeinden 1834 bis 1967. Wiesbaden: Hessisches Statistisches Landesamt, 1968. Weitere Quellen: ; Gemeinde Birstein:; Zensus 2011 |                                              |                                              |                                              |                                              |

 Historische Religionszugehörigkeit
| • 1885: | 393 evangelische (= 87,92 %), 17 katholische (= 3,80 %), 37 jüdische (= 8,28 %) Einwohner |
| • 1961: | 374 evangelische (= 86,18 %), 87 katholische (= 13,13 %) Einwohner                        |

## Politik
Für Fischborn besteht ein Ortsbezirk (Gebiete der ehemaligen Gemeinde Fischborn) mit Ortsbeirat und Ortsvorsteher nach der Hessischen Gemeindeordnung.
Der Ortsbeirat besteht aus fünf Mitgliedern. Bei den Kommunalwahlen in Hessen 2021 betrug die Wahlbeteiligung zum Ortsbeirat 66,8 %. Alle Kandidaten gehörten der „Gemeinschaftsliste Fischborn“ an. Der Ortsbeirat wählte Michael Volz zum Ortsvorsteher.

## Kultur und Sehenswürdigkeiten

### Kulturdenkmäler
Siehe: Liste der Kulturdenkmäler in Birstein-Fischborn

### Vereine
- Freiwillige Feuerwehr Fischborn
- Jagdgenossenschaft Fischborn
- Jugendgruppe Fischborn e. V.
- Landfrauenverein Fischborn
- Sportverein Hochland Fischborn
- Vogelschutzverein Fischborn